# Radu Deac
Radu Deac (n. 28 februarie 1940, Zalău, jud. Sălaj) este un medic chirurg din România, considerat „cel mai important chirurg cardiac al ultimelor două decenii” din România. A realizat 10.000 de operații pe cord deschis, 5.000 de intervenții pe cord închis și 35 de transplanturi.
În 2010 s-a pensionat, după ce a fost profesor universitar de chirurgie la Universitatea de Medicină și Farmacie din Târgu Mureș, șeful Clinicii de chirurgie vasculară din Târgu Mureș și președinte al Societății naționale de chirurgie cardiovasculară.
Pe 4 decembrie 2013, Radu Deac a fost numit în funcția de director executiv al Agenției Naționale de Transplant.
Este membru titular și vicepresedinte al Academiei de Științe Medicale.
După studii liceale la Sighișoara la ceea ce este actualul Colegiu național "Mircea Eliade", Radu Deac a studiat medicina la Facultatea de Medicină și Farmacie din Cluj.

## Premii
- Premiul Emil Racoviță al Academiei Române
- Diploma de Excelență a Colegiului Medicilor din București
- Diploma de Excelență a Spitalului de Urgență, București
- Diploma de Excelență a Senatului Universității de Medicină și Farmacie din Târgu Mureș
- Ordinul Cavalerilor Legiunii Albe – Chirurgie, Constanța
- Cetățean de Onoare al municipiului Târgu Mureș
- Cetățean de Onoare al municipiului Sighișoara[5][6]
- Cetățean de Onoare al Comunei Supurul de Jos, județul Sălaj
- Ordinul național Steaua României, Grad de Comandor
- Ordinul național Steaua României, Grad de mare ofițer, 2013
- Fellow of The European Board of Cardiothoracic Surgery
- Doctor Honoris Causa al Universității ”Vitor Babeș”, Timișoara
- Doctor Honoris Causa al "Universității Ovidius" din Constanța
- Premiul Academiei Române pentru cercetări în domeniul colagenului
- Meritul Sanitar în grad de cavaler [7]

## Invenții
Are cel puțin trei brevete americane pentru valve cardiace artificiale și o serie de brevete românești (printre care a două valve artificiale, care îi poartă numele)

## Premiere medicale
- În august 1964 reușește să facă prima înlocuire completă din punct de vedere chirurgical a inimii unui animal, anume a unui câine.
- 1983 - prima înlocuire de valvă cardiacă având valvă biologică (în România).
- 1999 - participant la prima operație de transplant cardiac din România, și a efectuat cel de-al doilea transplant cardiac din România.

Pe lângă o vastă activitate în România (printre care, inițiator al celor 7 Institute de Boli Cardiovasculare - IBCvT), Radu Deac are și o bogată activitatea în străinătate:
- între 1969-1970 este la specializare la Universitatea Leeds, Marea Britanie, unde este îndrumat de prof. Geoffrey Wooler, un pionier al chirurgiei cardio-toracice.
- Profesor invitat la Universitățile Harvard (1986), Pennsylvania (1990-1992) și la "Minneapolis Heart Institute" (1992), SUA.
- Profesor invitat la Universitatea Harvard și la J. F. Kennedy School of Government, SUA, pentru management "Health Care for the 21st Century", 2003

Radu Deac a fost Ministru secretar de stat în Ministerul Sănătății și Familiei (2001-2003), și consilier personal al Ministrului Sănătății, Eugen Nicolescu (2007).
Radu Deac este menționat în “Biographical References – Men of Achievement”, Cambridge, Anglia.	
Radu Deac este unchiul fostei jucătoare de tenis Corina Morariu.